# 32197 Judylynnpalmer
32197 Judylynnpalmer è un asteroide della fascia principale. Scoperto nel 2000, presenta un'orbita caratterizzata da un semiasse maggiore pari a 3,142414 UA e da un'eccentricità di 0,135513, inclinata di 4,368597° rispetto all'eclittica. Ha un diametro di 7,597 km.